# Albo d'oro del campionato polacco di calcio
La pagina elenca le squadre vincitrici del massimo livello del campionato polacco di calcio.

## Albo d'oro

### Campionati pre-indipendenza
Prima dell'indipendenza della Polonia nel 1918, i club polacchi giocavano dei campionati regionali nei territori austriaci e prussiani.

#### Campionato della Galizia (Austria)
La competizione era organizzata dalla Associazione Calcistica Tedesca della Polonia, antenata della Federazione calcistica della Polonia. I vincitori di questa competizione non sono tuttavia considerati campioni nazionali.
| Anno | Vincitore                                                              | Secondo                                                                | Terzo                                                                  | Capocannoniere                                                         |
| ---- | ---------------------------------------------------------------------- | ---------------------------------------------------------------------- | ---------------------------------------------------------------------- | ---------------------------------------------------------------------- |
| 1913 | KS Cracovia                                                            | Wisła Cracovia                                                         | Pogoń Lwów                                                             | Józef Kałuża                                                           |
| 1914 | Campionato sospeso in seguito allo scoppio della prima guerra mondiale | Campionato sospeso in seguito allo scoppio della prima guerra mondiale | Campionato sospeso in seguito allo scoppio della prima guerra mondiale | Campionato sospeso in seguito allo scoppio della prima guerra mondiale |

#### Campionato di Posen (Prussia)
La competizione era organizzata dalla Associazione delle Società Sportive del Reich Tedesco. 
| Anno | Vincitore        | Secondo      | Terzo    |
| ---- | ---------------- | ------------ | -------- |
| 1913 | Warta Poznań     | Posnania     | Ostrovia |
| 1914 | Warta Poznań (2) | Posnania     | Ostrovia |
| 1919 | Unia Poznań      | Warta Poznań | Posnania |

### Campionato polacco di calcio (1920-1926)
| Anno | Vincitore                                                                  | Secondo                                                                    | Terzo                                                                      | Capocannoniere                                                             |
| ---- | -------------------------------------------------------------------------- | -------------------------------------------------------------------------- | -------------------------------------------------------------------------- | -------------------------------------------------------------------------- |
| 1920 | Campionato interrotto a causa dello scoppio della guerra sovietico-polacca | Campionato interrotto a causa dello scoppio della guerra sovietico-polacca | Campionato interrotto a causa dello scoppio della guerra sovietico-polacca | Campionato interrotto a causa dello scoppio della guerra sovietico-polacca |
| 1921 | KS Cracovia                                                                | Polonia Varsavia                                                           | Warta Poznań                                                               | Józef Kałuża (Cracovia) (9)                                                |
| 1922 | Pogoń Lwów                                                                 | Warta Poznań                                                               | -                                                                          | Wacław Kuchar (Pogon Lwow) (21)                                            |
| 1923 | Pogoń Lwów (2)                                                             | Wisła Cracovia                                                             | -                                                                          | Mieczysław Batsch (Pogon Lwow) (17)                                        |
| 1924 | Non disputato (Il torneo di calcio della VIII Olimpiade)                   | Non disputato (Il torneo di calcio della VIII Olimpiade)                   | Non disputato (Il torneo di calcio della VIII Olimpiade)                   | Non disputato (Il torneo di calcio della VIII Olimpiade)                   |
| 1925 | Pogoń Lwów (3)                                                             | Warta Poznań                                                               | Wisła Cracovia                                                             | Henryk Reyman (Wisla Cracovia) (11)                                        |
| 1926 | Pogoń Lwów (4)                                                             | Polonia Varsavia                                                           | Warta Poznań                                                               | Wacław Kuchar (Pogon Lwow) (11) Józef Garbień (Pogon Lwow) (11)            |

### Liga (1927-1939)
| Anno | Vincitore                                                                    | Secondo                                                                      | Terzo                                                                        | Capocannoniere                                                               |
| ---- | ---------------------------------------------------------------------------- | ---------------------------------------------------------------------------- | ---------------------------------------------------------------------------- | ---------------------------------------------------------------------------- |
| 1927 | Wisła Cracovia                                                               | 1. FC Katowice                                                               | Warta Poznań                                                                 | Henryk Reyman (Wisla Cracovia) (37)                                          |
| 1928 | Wisła Cracovia (2)                                                           | Warta Poznań                                                                 | Legia Varsavia                                                               | Ludwik Gintel (KS Cracovia) (28)                                             |
| 1929 | Warta Poznań                                                                 | Garbarnia Cracovia                                                           | Wisła Cracovia                                                               | Roch Nastula (Czarni Lwow) (25)                                              |
| 1930 | KS Cracovia (2)                                                              | Wisła Cracovia                                                               | Legia Varsavia                                                               | Karol Kossok (KS Cracovia) (24)                                              |
| 1931 | Garbarnia Cracovia                                                           | Wisła Cracovia                                                               | Legia Varsavia                                                               | Walerian Kisieliński (Wisla Cracovia) (24)                                   |
| 1932 | KS Cracovia (3)                                                              | Pogoń Lwów                                                                   | Warta Poznań                                                                 | Kajetan Kryszkiewicz (Warta Poznan) (16)                                     |
| 1933 | Ruch Chorzów                                                                 | Pogoń Lwów                                                                   | Wisła Cracovia                                                               | Artur Woźniak (Wisla Cracovia) (18)                                          |
| 1934 | Ruch Chorzów (2)                                                             | KS Cracovia                                                                  | Wisła Cracovia                                                               | Ernest Wilimowski (Ruch Chorzow) (33)                                        |
| 1935 | Ruch Chorzów (3)                                                             | Pogoń Lwów                                                                   | Warta Poznań                                                                 | Michał Matyas (Pogon Lwow) (22)                                              |
| 1936 | Ruch Chorzów (4)                                                             | Wisła Cracovia                                                               | Warta Poznań                                                                 | Ernest Wilimowski (Ruch Chorzow) (18) Teodor Peterek (Ruch Chorzow) (18)     |
| 1937 | KS Cracovia (4)                                                              | AKS Chorzów                                                                  | Ruch Chorzów                                                                 | Artur Woźniak (Wisla Cracovia) (12)                                          |
| 1938 | Ruch Chorzów (5)                                                             | Warta Poznań                                                                 | Wisła Cracovia                                                               | Teodor Peterek (Ruch Chorzow) (21)                                           |
| 1939 | Campionato interrotto in seguito allo scoppio della seconda guerra mondiale. | Campionato interrotto in seguito allo scoppio della seconda guerra mondiale. | Campionato interrotto in seguito allo scoppio della seconda guerra mondiale. | Campionato interrotto in seguito allo scoppio della seconda guerra mondiale. |

### Campionati sotto l'occupazione tedesca

#### Campionato di Varsavia (1942-1944)
| Anno | Vincitore                                                 | Secondo                                                   | Terzo                                                     |
| ---- | --------------------------------------------------------- | --------------------------------------------------------- | --------------------------------------------------------- |
| 1942 | Polonia Varsavia                                          | Okęcie Varsavia                                           | Olimpia Varsavia                                          |
| 1943 | Polonia Varsavia (2)                                      | Piaseczno                                                 | Marymont Varsavia                                         |
| 1944 | Campionato interrotto in seguito alla rivolta di Varsavia | Campionato interrotto in seguito alla rivolta di Varsavia | Campionato interrotto in seguito alla rivolta di Varsavia |

#### Campionato di Cracovia
| Anno | Vincitore                                                 | Secondo                                                   | Terzo                                                     |
| ---- | --------------------------------------------------------- | --------------------------------------------------------- | --------------------------------------------------------- |
| 1940 | Wisła Cracovia                                            | Zwierzyniecki Cracovia                                    | Garbarnia Cracovia                                        |
| 1941 | Wisła Cracovia (2)                                        | KS Cracovia                                               | AKS Cracovia                                              |
| 1943 | KS Cracovia                                               | Wisła Cracovia                                            | Garbarnia Cracovia                                        |
| 1944 | Campionato interrotto in seguito alla rivolta di Varsavia | Campionato interrotto in seguito alla rivolta di Varsavia | Campionato interrotto in seguito alla rivolta di Varsavia |

### Campionato polacco di calcio (1946-1947)
| Anno | Vincitore        | Secondo        | Terzo       | Capocannoniere                        |
| ---- | ---------------- | -------------- | ----------- | ------------------------------------- |
| 1946 | Polonia Varsavia | Warta Poznań   | AKS Chorzów | Henryk Spodzieja (AKS Chorzow) (8)    |
| 1947 | Warta Poznań (2) | Wisła Cracovia | AKS Chorzów | Mieczyslaw Gracz (Wisla Cracovia) (4) |

### I liga
| Anno      | Vincitore            | Secondo            | Terzo              | Capocannoniere |
| --------- | -------------------- | ------------------ | ------------------ | --- |
| 1948      | KS Cracovia (5)      | Wisła Cracovia     | Ruch Chorzów       | Józef Kohut (Wisla Cracovia) (31)                                                                                     |
| 1949      | Wisła Cracovia (3)   | KS Cracovia        | Lech Poznań        | Teodor Anioła (Lech Poznan) (20)                                                                                      |
| 1950      | Wisła Cracovia (4)   | Ruch Chorzów       | Lech Poznań        | Teodor Anioła (Lech Poznan) (20)                                                                                      |
| 1951      | Ruch Chorzów (6)     | Wisła Cracovia     | -                  | Teodor Anioła (Lech Poznan) (20)                                                                                      |
| 1952      | Ruch Chorzów (7)     | Polonia Bytom      | KS Cracovia        | Gerard Cieślik (Ruch Chorzow) (11)                                                                                    |
| 1953      | Ruch Chorzów (8)     | Wawel Kraków       | Wisła Cracovia     | Gerard Cieślik (Ruch Chorzow) (24)                                                                                    |
| 1954      | Polonia Bytom        | ŁKS                | Ruch Chorzów       | Henryk Kempny (Polonia Bytom) (13) Ernest Pohl (Legia Varsavia) (13)                                                  |
| 1955      | Legia Varsavia       | Zagłębie Sosnowiec | Ruch Chorzów       | Stanisław Hachorek (Gwardia Varsavia) (16)                                                                            |
| 1956      | Legia Varsavia (2)   | Ruch Chorzów       | Lechia Danzica     | Henryk Kempny (Legia Varsavia) (21)                                                                                   |
| 1957      | Górnik Zabrze        | Gwardia Varsavia   | ŁKS                | Lucjan Brychczy (Legia Varsavia) (19)                                                                                 |
| 1958      | ŁKS                  | Polonia Bytom      | Górnik Zabrze      | Władysław Soporek (LKS Lodz) (19)                                                                                     |
| 1959      | Górnik Zabrze (2)    | Polonia Bytom      | Gwardia Varsavia   | Jan Liberda (Polonia Bytom) (21) Ernest Pohl (Gornik Zabrze) (21)                                                     |
| 1960      | Ruch Chorzów (9)     | Legia Varsavia     | Górnik Zabrze      | Marian Norkowski (Polonia Bydgoszcz) (17)                                                                             |
| 1961      | Górnik Zabrze (3)    | Polonia Bytom      | Legia Varsavia     | Ernest Pohl (Gornik Zabrze) (24)                                                                                      |
| 1962      | Polonia Bytom (2)    | Górnik Zabrze      | Zagłębie Sosnowiec | Jan Liberda (Polonia Bytom) (16)                                                                                      |
| 1962-1963 | Górnik Zabrze (4)    | Ruch Chorzów       | Zagłębie Sosnowiec | Marian Kielec (Pogon Szczecin) (18)                                                                                   |
| 1963-1964 | Górnik Zabrze (5)    | Zagłębie Sosnowiec | Odra Opole         | Lucjan Brychczy (Legia Varsavia) (18) Jozef Galeczka (Zaglebie Sosnowiec) (18) Jerzy Wilim (Szombierki Bytom) (18)    |
| 1964-1965 | Górnik Zabrze (6)    | Szombierki Bytom   | Zagłębie Sosnowiec | Lucjan Brychczy (Legia Varsavia) (20)                                                                                 |
| 1965-1966 | Górnik Zabrze (7)    | Wisła Cracovia     | Polonia Bytom      | Włodzimierz Lubański (Gornik Zabrze) (23)                                                                             |
| 1966-1967 | Górnik Zabrze (8)    | Zagłębie Sosnowiec | Ruch Chorzów       | Włodzimierz Lubański (Gornik Zabrze) (18)                                                                             |
| 1967-1968 | Ruch Chorzów (10)    | Legia Varsavia     | Górnik Zabrze      | Włodzimierz Lubański (Gornik Zabrze) (24)                                                                             |
| 1968-1969 | Legia Varsavia (3)   | Górnik Zabrze      | Polonia Bytom      | Włodzimierz Lubański (Gornik Zabrze) (22)                                                                             |
| 1969-1970 | Legia Varsavia (4)   | Ruch Chorzów       | Górnik Zabrze      | Andrzej Jarosik (Zaglebie Sosnowiec) (18)                                                                             |
| 1970-1971 | Górnik Zabrze (9)    | Legia Varsavia     | Zagłębie Wałbrzych | Andrzej Jarosik (Zaglebie Sosnowiec) (13)                                                                             |
| 1971-1972 | Górnik Zabrze (10)   | Zagłębie Sosnowiec | Legia Varsavia     | Ryszard Szymczak (Gwardia Varsavia) (16)                                                                              |
| 1972-1973 | Stal Mielec          | Ruch Chorzów       | Gwardia Varsavia   | Grzegorz Lato (Stal Mielec) (13)                                                                                      |
| 1973-1974 | Ruch Chorzów (11)    | Górnik Zabrze      | Stal Mielec        | Zdzisław Kapka (Wisla Cracovia) (15)                                                                                  |
| 1974-1975 | Ruch Chorzów (12)    | Stal Mielec        | Śląsk Breslavia    | Grzegorz Lato (Stal Mielec) (19)                                                                                      |
| 1975-1976 | Stal Mielec (2)      | GKS Tychy          | Wisła Cracovia     | Kazimierz Kmiecik (Wisla Cracovia) (20)                                                                               |
| 1976-1977 | Śląsk Breslavia      | Widzew Łódź        | Górnik Zabrze      | Włodzimierz Mazur (Zaglebie Sosnowiec) (17)                                                                           |
| 1977-1978 | Wisła Cracovia (5)   | Śląsk Breslavia    | Lech Poznań        | Kazimierz Kmiecik (Wisla Cracovia) (15)                                                                               |
| 1978-1979 | Ruch Chorzów (13)    | Widzew Łódź        | Stal Mielec        | Kazimierz Kmiecik (Wisla Cracovia) (17)                                                                               |
| 1979-1980 | Szombierki Bytom     | Widzew Łódź        | Legia Varsavia     | Kazimierz Kmiecik (Wisla Cracovia) (24)                                                                               |
| 1980-1981 | Widzew Łódź          | Wisła Cracovia     | Szombierki Bytom   | Krzysztof Adamczyk (Legia Varsavia) (18)                                                                              |
| 1981-1982 | Widzew Łódź (2)      | Śląsk Breslavia    | Stal Mielec        | Grzegorz Kapica (Szombierki Bytom) (16)                                                                               |
| 1982-1983 | Lech Poznań          | Widzew Łódź        | Ruch Chorzów       | Mirosław Okoński (Lech Poznan) (15) Miroslaw Tlokinski (Widzew Lodz) (15)                                             |
| 1983-1984 | Lech Poznań (2)      | Widzew Łódź        | Pogoń Stettino     | Włodzimierz Ciołek (Gornik Walbrzych) (14)                                                                            |
| 1984-1985 | Górnik Zabrze (11)   | Legia Varsavia     | Widzew Łódź        | Leszek Iwanicki (Motor Lublin) (14)                                                                                   |
| 1985-1986 | Górnik Zabrze (12)   | Legia Varsavia     | Widzew Łódź        | Andrzej Zgutczyński (Gornik Zabrze) (20)                                                                              |
| 1986-1987 | Górnik Zabrze (13)   | Pogoń Stettino     | GKS Katowice       | Marek Leśniak (Pogon Stettino) (24)                                                                                   |
| 1987-1988 | Górnik Zabrze (14)   | GKS Katowice       | Legia Varsavia     | Dariusz Dziekanowski (Legia Varsavia) (20)                                                                            |
| 1988-1989 | Ruch Chorzów (14)    | GKS Katowice       | Górnik Zabrze      | Krzysztof Warzycha (Ruch Chorzow) (24)                                                                                |
| 1989-1990 | Lech Poznań (3)      | Zagłębie Lubin     | GKS Katowice       | Andrzej Juskowiak (Lech Poznan) (18)                                                                                  |
| 1990-1991 | Zagłębie Lubin       | Górnik Zabrze      | Wisła Cracovia     | Tomasz Dziubiński (Wisla Cracovia) (21)                                                                               |
| 1991-1992 | Lech Poznań (4)      | GKS Katowice       | Widzew Łódź        | Jerzy Podbrożny (Lech Poznan) (20) Mirosław Waligóra (Hutnik Cracovia) (20)                                           |
| 1992-1993 | Lech Poznań (5)      | Legia Varsavia     | ŁKS                | Jerzy Podbrożny (Lech Poznan) (25)                                                                                    |
| 1993-1994 | Legia Varsavia (5)   | GKS Katowice       | Górnik Zabrze      | Zenon Burzawa (Sokol Pniewy) (21)                                                                                     |
| 1994-1995 | Legia Varsavia (6)   | Widzew Łódź        | GKS Katowice       | Bogusław Cygan (Stal Mielec) (16)                                                                                     |
| 1995-1996 | Widzew Łódź (3)      | Legia Varsavia     | Hutnik Cracovia    | Marek Koniarek (Widzew Lodz) (29)                                                                                     |
| 1996-1997 | Widzew Łódź (4)      | Legia Varsavia     | Odra               | Mirosław Trzeciak (LKS Lodz) (18)                                                                                     |
| 1997-1998 | ŁKS (2)              | Polonia Varsavia   | Wisła Cracovia     | Arkadiusz Bąk (Polonia Varsavia) (14) Sylwester Czereszewski (Legia Varsavia) (14) Mariusz Śrutwa (Ruch Chorzow) (14) |
| 1998-1999 | Wisła Cracovia (6)   | Widzew Łódź        | Legia Varsavia     | Tomasz Frankowski (Wisla Cracovia) (21)                                                                               |
| 1999-2000 | Polonia Varsavia (2) | Wisła Cracovia     | Ruch Chorzów       | Adam Kompała (Gornik Zabrze) (19)                                                                                     |
| 2000-2001 | Wisła Cracovia (7)   | Pogoń Stettino     | Legia Varsavia     | Tomasz Frankowski (Wisla Cracovia) (18)                                                                               |
| 2001-2002 | Legia Varsavia (7)   | Wisła Cracovia     | Amica Wronki       | Maciej Żurawski (Wisla Cracovia) (21)                                                                                 |
| 2002-2003 | Wisła Cracovia (8)   | Dyskobolia         | GKS Katowice       | Stanko Svitlica (Legia Varsavia) (24)                                                                                 |
| 2003-2004 | Wisła Cracovia (9)   | Legia Varsavia     | Amica Wronki       | Maciej Żurawski (Wisla Cracovia) (20)                                                                                 |
| 2004-2005 | Wisła Cracovia (10)  | Dyskobolia         | Legia Varsavia     | Tomasz Frankowski (Wisla Cracovia) (25)                                                                               |
| 2005-2006 | Legia Varsavia (8)   | Wisła Cracovia     | Zagłębie Lubin     | Grzegorz Piechna (Korona Kielce) (21)                                                                                 |
| 2006-2007 | Zagłębie Lubin (2)   | GKS Bełchatów      | Legia Varsavia     | Piotr Reiss (Lech Poznan) (15)                                                                                        |
| 2007-2008 | Wisła Cracovia (11)  | Legia Varsavia     | Dyskobolia         | Paweł Brożek (Wisla Cracovia) (23)                                                                                    |

### Ekstraklasa (2008-presente)
| Anno      | Vincitore           | Secondo           | Terzo           | Capocannoniere                                                             |
| --------- | ------------------- | ----------------- | --------------- | -------------------------------------------------------------------------- |
| 2008-2009 | Wisła Cracovia (12) | Legia Varsavia    | Lech Poznań     | Paweł Brożek (Wisla Cracovia) (19) Takesure Chinyama (Legia Varsavia) (19) |
| 2009-2010 | Lech Poznań (6)     | Wisła Cracovia    | Ruch Chorzów    | Robert Lewandowski (Lech Poznan) (18)                                      |
| 2010-2011 | Wisła Cracovia (13) | Śląsk Breslavia   | Legia Varsavia  | Tomasz Frankowski (Jagiellonia) (14)                                       |
| 2011-2012 | Śląsk Breslavia (2) | Ruch Chorzów      | Legia Varsavia  | Artjoms Rudņevs (Lech Poznan) (22)                                         |
| 2012-2013 | Legia Varsavia (9)  | Lech Poznań       | Śląsk Breslavia | Róbert Demjan (Podbeskidzie Bielsko-Biała) (14)                            |
| 2013-2014 | Legia Varsavia (10) | Lech Poznań       | Ruch Chorzów    | Marcin Robak (Pogoń Stettino) (22)                                         |
| 2014-2015 | Lech Poznań (7)     | Legia Varsavia    | Jagiellonia     | Kamil Wilczek (Piast Gliwice) (20)                                         |
| 2015-2016 | Legia Varsavia (11) | Piast Gliwice     | Zagłębie Lubin  | Nemanja Nikolić (Legia Varsavia) (28)                                      |
| 2016-2017 | Legia Varsavia (12) | Jagiellonia       | Lech Poznań     | Marcin Robak (Lech Poznań) Marco Paixão (Lechia Gdańsk) (18)               |
| 2017-2018 | Legia Varsavia (13) | Jagiellonia       | Lech Poznań     | Carlitos (Wisła Kraków) (24)                                               |
| 2018-2019 | Piast Gliwice       | Legia Varsavia    | Lechia Danzica  | Igor Angulo (Górnik Zabrze) (24)                                           |
| 2019-2020 | Legia Varsavia (14) | Lech Poznań       | Piast Gliwice   | Christian Gytkjær (Lech Poznań) (24)                                       |
| 2020-2021 | Legia Varsavia (15) | Raków Częstochowa | Pogoń Stettino  | Tomáš Pekhart (Legia Varsavia) (22)                                        |
| 2021-2022 | Lech Poznań (8)     | Raków Częstochowa | Pogoń Stettino  | Ivi López (Raków Częstochowa) (20)                                         |
| 2022-2023 | Raków Częstochowa   | Legia Varsavia    | Lech Poznań     | Marc Gual (Jagiellonia) (16)                                               |
| 2023-2024 | Jagiellonia         | Śląsk Breslavia   | Legia Varsavia  | Erik Expósito (Śląsk Breslavia) (19)                                       |
| 2024-2025 | Lech Poznań (9)     | Raków Częstochowa | Jagiellonia     | Euthymios Koulourīs (Pogoń Stettino) (25)                                  |

## Vittorie per squadra
| Club               | Vittorie | 2º | Stagioni                                                                                 |
| ------------------ | -------- | -- | ---------------------------------------------------------------------------------------- |
| Legia Varsavia     | 15       | 13 | 1955, 1956, 1969, 1970, 1994, 1995, 2002, 2006, 2013, 2014, 2016, 2017, 2018, 2020, 2021 |
| Ruch Chorzów       | 14       | 6  | 1933, 1934, 1935, 1936, 1938, 1951, 1952, 1953, 1960, 1968, 1974, 1975, 1979, 1989       |
| Górnik Zabrze      | 14       | 4  | 1957, 1959, 1961, 1963, 1964, 1965, 1966, 1967, 1971, 1972, 1985, 1986, 1987, 1988       |
| Wisła Cracovia     | 13       | 13 | 1927, 1928, 1949, 1950, 1978, 1999, 2001, 2003, 2004, 2005, 2008, 2009, 2011             |
| Lech Poznań        | 9        | 3  | 1983, 1984, 1990, 1992, 1993, 2010, 2015, 2022, 2025                                     |
| KS Cracovia        | 5        | 2  | 1921, 1930, 1932, 1937, 1948                                                             |
| Widzew Łódź        | 4        | 7  | 1981, 1982, 1996, 1997                                                                   |
| Pogoń Lwów         | 4        | 3  | 1922, 1923, 1925, 1926                                                                   |
| Warta Poznań       | 2        | 5  | 1929, 1947                                                                               |
| Polonia Bytom      | 2        | 4  | 1954, 1963                                                                               |
| Śląsk Breslavia    | 2        | 4  | 1977, 2012                                                                               |
| Polonia Varsavia   | 2        | 3  | 1946, 2000                                                                               |
| Zagłębie Lubin     | 2        | 1  | 1991, 2007                                                                               |
| ŁKS                | 2        | 1  | 1958, 1998                                                                               |
| Stal Mielec        | 2        | 1  | 1973, 1976                                                                               |
| Raków Częstochowa  | 1        | 3  | 2023                                                                                     |
| Jagiellonia        | 1        | 2  | 2024                                                                                     |
| Garbarnia Cracovia | 1        | 1  | 1931                                                                                     |
| Szombierki Bytom   | 1        | 1  | 1980                                                                                     |
| Piast Gliwice      | 1        | 1  | 2019                                                                                     |
| Zagłębie Sosnowiec | -        | 4  |                                                                                          |
| GKS Katowice       | -        | 4  |                                                                                          |
| Pogoń Stettino     | -        | 2  |                                                                                          |
| Dyskobolia         | -        | 2  |                                                                                          |
| 1. FC Katowice     | -        | 1  |                                                                                          |
| AKS Chorzów        | -        | 1  |                                                                                          |
| Wawel Kraków       | -        | 1  |                                                                                          |
| Gwardia Varsavia   | -        | 1  |                                                                                          |
| GKS Tychy          | -        | 1  |                                                                                          |
| GKS Bełchatów      | -        | 1  |                                                                                          |